# ドッポたち
ドッポたちは小泉吉宏原作の4コマ漫画作品。

## 概要
読売新聞で2004年4月から2009年3月連載されていた。毎週連載だったが、2006年3月までは火曜～金曜日の4日間連載でその後週に1回(一回につき2本分掲載)で土曜版夕刊KODOMO面で掲載されていた。恐竜の小学生の主人公を中心として、学校生活や日常生活を送る姿を描く。時として、人間の目線ではなく恐竜人および爬虫類の目線で社会の様子を映し出していることがある。

## ストーリー
主人公のドッポこと青山ドッポが転校してきた。しかし転校生のドッポは恐竜だった。でもドッポは恐竜だが、他のクラスメートと同様にランドセルを背負って学校に行ったり、机を並べて授業も受ける。さらには、年に1回の健康診断もみきおたちと一緒に受ける。さすがに最初はクラスメートは驚くが、特にのちに仲良くなる、みきおこと大森幹雄の席の隣に来た時には、かなりみきおは戸惑い驚いていた。その時ドッポがみきおに「爬虫類だからって先入観で見るなよ」と言い、みきおは考えていることが当てられて驚いていた。実は最初はみきおはドッポを恐竜ではなく、トカゲだと思っていた。だが、ドッポが恐竜だとわかると、かなり怖がっていた。ドッポが怪獣みたいに、急に巨大化したり、急にガブリと丸飲みされて食べられたりしないか、という不安と恐怖と妄想にかられていた。そして、ドッポがみきおのとなりに住んでいるのを知って、やや恐怖を覚え、妄想に怯えていたが、みきおはだんだんドッポが好きになっていく。
ドッポが転校して間もない頃、みきおがペットとして飼っている犬のニシニシを散歩させようとしている時に、ドッポが同じくペットとして飼っている亀を見て、心の中で「うふふ、爬虫類が爬虫類を飼っている」と思っていると、ドッポは、「爬虫類が爬虫類を飼っていると思っているかもしれないけど、そっちだって、哺乳類が哺乳類を飼っているんだよ」とみきおに言って、みきおはバツが悪そうな感じだった。みきおとドッポ、ロハンは一緒に万博（2005年国際博覧会『愛・地球博』）に出かけて、ドッポがワニロールを食べた際に、みきおが「爬虫類が爬虫類の肉を食べるの？」と驚くと、それに対して、ドッポはみきおがハンバーガーを食べているのに対して「みきおだって、哺乳類の肉を食べているじゃないか？」というやり取りがある。
ドッポは恐竜人ドゴ族の種族である。ドッポたちの祖先はトロオドンという種類の恐竜で、恐竜が進化して、恐竜人（ディノサウロイド）となった。恐竜から進化したので、ドッポたちはタマゴから生まれる。しかし、みきおが「まさか、ドッポたちってタマゴからうまれるんじゃないよね」とドッポに言うと、「うん。タマゴからだよ」と答えて、みきおがビックリしていたことがあった。（ドッポはみきおの様子にさらに驚いていた様子だった。）
ドッポは水泳が得意なようで、クロール、平泳ぎ、背泳ぎも出来る。クラスメートからよく「ネッシーやって」とリクエストされる。水泳は得意でもかけっこは遅い。反射神経はあまりよくない。お正月に、ピカとはなこと羽根突きをした時に、負けてばっかりで体に墨を塗られてパンダみたいなって、最後には、カラスみたいに真っ黒になってしまったほどだ。一方のみきおはスポーツはイマイチ得意ではないようで、みきお本人も認めているようだ。
ドッポたち恐竜は食べた物の消化を助けるために、食後に小石を飲み込む習慣がある。みきおが初めてドッポが小石を飲み込むのを見たとき「青山くん、学校でお菓子を食べたらダメだよ」とドッポに言ったことがある。それに対して、「お菓子じゃないよ。小石だよ。食後に水やお茶を飲むように、僕らは小石を飲み込む習慣があるんだよ」と答えると、みきおは非常に驚いていた。ドッポは最近は、小石を大切にしており、その小石にはケンザブローという名前までつけている。

## 主な登場人物
ドッポ（青山ドッポ）恐竜（トロオドン）の小学生　触ると気持ちがやわらぎ、人を癒す気持ちのいいしっぽを持ち、長い舌を操る練習をしている。カフーを尊敬している。やや哲学的な考え方をする一方、時々お茶目な面を見せることもある。『世界で一番ランドセルが似合う恐竜』
ロハン（青山ロハン）ドッポの曽祖父（ひいじいさん）　喫茶店でコーヒーを飲むのが大好きで散歩の途中でよく喫茶店に行く。１２０歳という年齢の割りにかなり丈夫で元気。
カタイ（青山カタイ）ドッポの祖父　世界中を旅していることが多い。
みきお（大森幹雄）ドッポと同じクラスメイト。くよくよしやすい性格の一方、のどかな性格を持っている小学生。ドッポとはとても仲がよく、家が隣通しということもあって一緒に学校に登下校することが多い。
ブナ（大森撫菜）みきおの姉。小言が多い中学生。
ニシニシみきおに逆らう大森家の犬
ふたば（石井双葉）みきおのいとこ。ややおせっかいなところがあり。
エミヤ（山川笑也）クラスで一番の美少年。
ケケ坊（竹下直樹）勉強は苦手でもスポーツ万能
はなこ（番場はなこ）将来はタカラジェンヌをめざしている小学生。綺羅（きら）ひとみという自分でつけた芸名を持つ
ピカ（中谷ひかり）クラスの副委員長
トオル（桜木透）しきりたがりやのクラス委員長
田中（田中玲央）科学が大好き
セリ（中沢瀬里）悩み多きクラスメイト。
ウズラ（宇野かずら）世界が自分中心でないことに不満なコ。
ケイイチロウ（石原圭一郎）みんなから恐れられている
ダイ（本多大介）みんなから恐れられたがっている
ショウ（円谷翔）ダイの子分のようにふるまっている
ウィル（ウィリアム・シャクスピア）となりのクラス。イギリスから来た。
アンズ（小倉杏）となりのクラス。みきおがドキドキする女の子。
（漫画『ドッポたち』　出版：幻冬舎より参照）

## ドゴ族の特徴
- 挨拶は手紙調なのが特徴　例えば、「賀正」とか「春暖の候　ますますのご健勝と存じます」など
- 新年の挨拶は独特でお互いにジャンプして、あごをぶつけた後に、頭をぶつけてから「すこやかなり」と言う。ドッポ曰く「痛い」らしい。
- 身内なら目上の人であっても、尊敬をこめて呼び捨てで名前を呼ぶ。例えば、ドッポが曽祖父のロハンを呼ぶ時でも、「ロハン」と言う。
- 15歳になると服を着るが、それまではスカーフかリボンを首に巻くだけである。ドッポは9歳なので、スカーフを巻いている。（ドッポの場合は、普段は緑色のスカーフ巻いているが、水泳の時や運動会の時はなぜか、赤いスカーフ巻いている。）15歳以上になっても風呂に入る時は服を脱いで入り、寝る時はパジャマを着る。（ドッポの場合はお風呂に入る時と寝る時はスカーフを取る。）
- ドゴ族の恐竜の名前は作家の名前およびペンネームからとっている。例えばドッポは国木田独歩、ロハン（ドッポの曽祖父）は幸田露伴、カタイ（ドッポの祖父）は田山花袋、ロカ（ドッポの父親）は徳富蘆花、という具合。ついでにドッポが尊敬し、ドゴ族では有名なカフーは永井荷風である。